# Christopher Hyde
Christopher Hyde (ur. 1949) – kanadyjski pisarz, znany głównie jako twórca powieści z gatunku fikcji politycznej. Zanim został pisarzem, pracował jako analityk rynkowy, redaktor, dziennikarz telewizyjny zajmujący się tematyką związaną z nowoczesnymi technologiami, wywiadem oraz ochroną środowiska. Od 2005 roku pod pseudonimem Paul Christopher tworzy thrillery z modnym obecnie wątkiem historycznym. We wczesnym okresie twórczości jako A. J. Holt napisał trzy powieści. Tłumaczony na kilkanaście języków, cieszy się uznaniem czytelników.